# Mistrovství světa juniorů v ledním hokeji 1982
Mistrovství světa juniorů v ledním hokeji 1982 se konalo 22. prosince 1981 až 2. ledna 1982 v USA a Kanadě.

## Pořadí
| pozice | Tým       | Z | GS | GI | B  |
| ------ | --------- | - | -- | -- | -- |
| 1.     | Kanada    | 7 | 45 | 14 | 13 |
| 2.     | ČSSR      | 7 | 44 | 17 | 11 |
| 3.     | Finsko    | 7 | 47 | 29 | 10 |
| 4.     | SSSR      | 7 | 42 | 25 | 8  |
| 5.     | Švédsko   | 7 | 42 | 26 | 8  |
| 6.     | USA       | 7 | 28 | 34 | 4  |
| 7.     | SRN       | 7 | 19 | 56 | 2  |
| 8.     | Švýcarsko | 7 | 15 | 81 | 0  |

## Výsledky
22.12.1981

Kanada - Finsko 5:1 (3:0, 1:1, 1:0)

Švédsko - Švýcarsko 17:0 (5:0, 4:0, 8:0)

SSSR - SRN 12:3 (3:0, 5:1, 4:2)

ČSSR - USA 6:4 (4:1, 0:2, 2:1)

23.12.1981

Kanada - Švédsko 3:2 (0:1, 1:0, 2:1)

Finsko - Švýcarsko 14:2 (3:0, 5:2, 6:0)

USA - SRN 8:1 (2:0, 3:0, 3:1)

ČSSR - SSSR 3:2 (2:2, 0:0, 1:0)

26.12.1981

Kanada - SSSR 7:0 (2:0, 1:0, 4:0)

USA - Švýcarsko 6:3 (3:0, 2:2, 1:1)

Švédsko - SRN 5:1 (1:1, 3:0, 1:0)

ČSSR - Finsko 5:1 (2:0, 2:0, 1:1)

27.12.1981

Kanada - USA 5:4 (0:2, 4:1, 1:1)

Švédsko - ČSSR 6:4 (1:2, 5:0, 0:2)

SSSR - Švýcarsko 11:4 (5:3, 3:0, 3:1)

Finsko - SRN 8:4 (3:2, 3:1, 2:1)

29.12.1981

Kanada - SRN 11:3 (4:0, 4:2, 3:1)

ČSSR - Švýcarsko 16:0 (7:0, 5:0, 4:0)

SSSR - USA 7:0 (5:0, 1:0, 1:0)

30.12.1981

Finsko - Švédsko 9:6 (3:1, 2:2, 4:3)

31.12.1981

ČSSR - SRN 7:1 (3:0, 1:1, 3:0)

Finsko - SSSR 6:3 (0:1, 4:1, 2:1)

Švédsko - USA 4:2 (3:0, 1:1, 0:1)

1.1.1982

Kanada - Švýcarsko 11:1 (4:0, 3:1, 4:0)

2.1.1982

SRN - Švýcarsko 6:5 (3:2, 0:2, 3:1)

SSSR - Švédsko 7:2 (0:0, 4:0, 3:2)

Finsko - USA 8:4 (2:1, 3:2, 3:1)

Kanada - ČSSR 3:3 (1:1, 0:1, 2:1)

## Soupisky
Kanada
Brankáři: Mike Moffat, Frank Caprice

Obránci: Garth Butcher, Paul Boutillier, Carey Wilson, James Patrick, Gord Kluzak, Randy Moller

Útočníci: Mike Moller, Dave Morrison, Mark Morrison, Pierre Rioux, Bruce Eakin, Todd Strueby, Mark Habscheid, Scott Arniel, Paul Cyr, Gary Nylund, Moe Lemay, Troy Murray.
  ČSSR
Brankáři: Václav Fürbacher, Peter Harazim

Obránci: Václav Baďouček, Karel Soudek, Mojmír Božík, Petr Kasík, Antonín Stavjaňa, František Musil

Útočníci: Jiří Dudáček, Vladimír Růžička, Milan Eberle, Rostislav Vlach, Vladimír Svitek, Kamil Přecechtěl, Ivan Dornič, Ludvík Kopecký, Petr Rosol, Tomáš Jelínek, Jaroslav Hauer, Pavel Prorok.
  Finsko 
Brankáři: Kari Takko, Jukka Tammi

Obránci: Timo Jutila, Hannu Henriksson, Harri Laurila, Heikki Leime, Markus Lehto, Jari Munck, Simo Saarinen, Hannu Virta

Útočníci: Pekka Järvelä, Hannu Järvenpää, Risto Jalo, Harry Nyström, Jose Pekkala, Sakari Petäjäaho, Arto Sirviö, Raimo Summanen, Petri Skriko, Teppo Virta, Esa Tommila
 SSSR
Brankáři: Andrej Karpin, Vitālijs Samoilovs

Obránci: Jevgenij Bělov, Ilja Bjakin, Svjatoslav Chalizov, Konstantin Kurašov, Igor Stělnov, Vladimir Tjurikov

Útočníci: Sergej Jašin, Sergej Kudašov, Sergej Kucin, Sergej Odincov, Sergej Prjachin, Jevgenij Rošin, Anatolij Semjonov, Oleg Starkov, Jevgenij Stepa, Leonid Truchno, Michail Vasiljev.
 Švédsko
Brankáři: Åke Liljebjörn, Peter Åslin

Obránci: Peter Andersson, Lennart Dahlberg, Jens Johansson, Mats Lusth, Robert Nordmark, Ove Pettersson, Ulf Samuelsson

Útočníci: Jonas Bergqvist, Kjell Dahlin, Per-Erik Eklund, Michael Hjälm, Anders Johnson, Martin Linse, Peter Madach, Peter Nilsson, Magnus Roupé, Anders Wikberg, Jens Öhling.
 USA
Brankáři: Jon Casey, John Vanbiesbrouck

Obránci: Chris Guy, Phil Housley, Chris Chelios, Tom Kurvers, Dan McFall, Venci Sebek

Útočníci: Rick Erdall, Kevin Foster, Scott Fusco, Dan Gerarden, Tom Herzig, Tony Kellin, Charlie Lundeen, Mark Maroste, Corey Millen, Kelly Miller, Mike O´Connor, Tim Thomas.
 SRN
Brankáři: Josef Bornträger, Joseph Heiss

Obránci: Boris Capla, Klaus Feistl, Ulrich Hiemer, Franz Jüttner, Andreas Niederberger, Robert Sterflinger, Peter Weigl

Útočníci: Michael Betz, Hans-Georg Eder, Robert Hammerle, Dieter Hegen, Franz Kummer, Edgar Lill, Helmut Patzner, Alexander Schnöll, Peter Stankovic, Jens Tosse, Joe Wasserek.
 Švýcarsko
Brankáři: Ludwig Lemmenmeier, Cedric Lengacher, Renato Tosio

Obránci: Andreas Beutler, Patrice Brasey, Urs Burkart, Bruno Hidber, Yvan Griga, Richard Jost, Jürg Marton, Yves Schwartz

Útočníci: Alfred Bosch, Jörg Eberle, Philippe Giachino, Pierre Girardin, Eric Jeandupeux, Willy Kohler, Thomas Meyer, Peter Moser, Sergio Soguel, Roman Wäger.

## Turnajová ocenění
|                            | Brankář     | Obránce     | Obránce     | Útočníci     | Útočníci     | Útočníci         |
| -------------------------- | ----------- | ----------- | ----------- | ------------ | ------------ | ---------------- |
| Ceny direktoriátu IIHF     | Mike Moffat | Gord Kluzak | Gord Kluzak | Petri Skriko | Petri Skriko | Petri Skriko     |
| All-Star Tým (podle médií) | Mike Moffat | Ilja Bjakin | Gord Kluzak | Mike Moller  | Petri Skriko | Vladimír Růžička |

### Produktivita
| Hráč              | G | A | Body |
| ----------------- | - | - | ---- |
| Raimo Summanen    | 7 | 9 | 16   |
| Petri Skriko      | 8 | 7 | 15   |
| Risto Jalo        | 7 | 8 | 15   |
| Mike Moller       | 5 | 9 | 14   |
| Anatolij Semjonov | 5 | 8 | 13   |

## Skupina B
Šampionát B skupiny se odehrál v Nizozemsko, postup na MSJ 1983 si vybojovali Norové.

### Skupina A
|    |            | AUT | DEN | FRA | YUG | V | R | P | Skóre | B |
| 1. | Rakousko   | *** | 6:2 | 4:3 | 9:5 | 3 | 0 | 0 | 19:10 | 6 |
| 2. | Dánsko     | 2:6 | *** | 9:3 | 7:3 | 2 | 0 | 1 | 18:12 | 4 |
| 3. | Francie    | 3:4 | 3:9 | *** | 6:1 | 1 | 0 | 2 | 12:14 | 2 |
| 4. | Jugoslávie | 5:9 | 3:7 | 1:6 | *** | 0 | 0 | 3 | 9:22  | 0 |

### Skupina B
|    |            | NOR | JPN | ITA | NED | V | R | P | Skóre | B |
| 1. | Norsko     | *** | 4:2 | 6:2 | 5:2 | 3 | 0 | 0 | 15:6  | 6 |
| 2. | Japonsko   | 2:4 | *** | 5:2 | 9:2 | 2 | 0 | 1 | 16:8  | 4 |
| 3. | Itálie     | 2:6 | 2:5 | *** | 2:2 | 1 | 0 | 2 | 6:13  | 2 |
| 4. | Nizozemsko | 2:5 | 2:9 | 2:2 | *** | 0 | 0 | 3 | 6:16  | 0 |

### Finále
Norsko –  Rakousko 3:2

### O 3. místo
Japonsko –  Dánsko 6:4

### O 5. místo
Francie –  Itálie 6:2

### O 7. místo
Nizozemsko –  Jugoslávie 6:3

### Konečné pořadí
1.  Norsko

2.  Rakousko

3.  Japonsko

4.  Dánsko

5.  Francie

6.  Itálie

7.  Nizozemsko

8.  Jugoslávie